# Ахматхузин, Артур Камилевич
Артур Камилевич Ахматхузин (тат. Артур Камил улы Әхмәтхуҗин, 21 мая 1988, Новый Актанышбаш,  Краснокамский район Башкортостана РСФСР, СССР) — российский фехтовальщик, олимпийский чемпион в командных соревнованиях в рапире (2016), серебряный призёр чемпионата мира 2013 года в фехтовании на рапирах, участник Олимпийских игр 2012. В сборной России с 2005 года (дебютировал на первенстве мира среди кадетов 2005). Заслуженный мастер спорта России (2016) по фехтованию. Лейтенант ВС РФ.

## Биография
Ахматхузин Артур Камилевич родился 21 мая 1988 года в деревне Новый Актанышбаш Краснокамского района Башкирской АССР. По национальности — татарин.
Воспитанник СДЮСШОР № 23 г. Уфы. Тренеры — Р. И. Аюпов, И. Я. Мамедов.
2005—2010 гг. — член юношеской и юниорской, а с 2010 года — национальной сборной команды России.
2011 году окончил РГУФКСиТ, продолжает обучение в БАГСУ при Президенте Республики Башкортостан.
Проживает в Уфе, Башкортостан, выступает за клуб «Динамо», ГАУ ЦПВСМ РБ, Московскую область и ЦСКА.

"Первый мой тренер – это Аюпов Рамиль Исмагилович, именно он ввел меня в мир фехтования и привил любовь к нашему виду спорта. Будучи в юниорской сборной страны я тренировался у Вадима Рамильевича Аюпова, сына Рамиля Исмагиловича. Также приложил руку к моему становлению как спортсмена, еще один ученик Рамиля Исмагиловича – олимпийский чемпион Сеула в командных соревнованиях – Ибрагимов Анвар Камилевич. Сейчас меня тренирует Ильгар Мамедов, дважды олимпийский чемпион в командных соревнованиях".
После чемпионата мира в Будапеште, где Ахматхузин завоевал серебро в индивидуальной рапире, спортсмен взял вынужденные перерыв из-за травма бедра. Перенеся две серьезные операции, Ахматхузин вернулся к тренировкам спустя год в декабре 2014. Через подгода Ахматхузин выиграл бронзу на домашнем чемпионате мира, проиграв американцу Александру Мэссиаласу - 10:15. В интервью СМИ главный тренер сборной России по фехтованию Ильгар Мамедов отметил, что мог только мечтать о медали чемпионата мира для Ахматхузина.

"Попасть на пьедестал после года без фехтования - я как тренер мог только мечтать об этом. Артур показал, что он может за счет упорства. Вы не представляете, как он эти полгода работал. Никто его не заставлял, он сам. Потому что понимал, что без работы не сможет набрать кондиции, которые позволят ему быть сильным. В чужую шкуру не залезешь, но он хромал, ходить не мог. Ему было больно - все делал через боль. Считаю, что это просто отличный результат!Нужен был маленький спортивный героизм. Он был второй на чемпионате мира в Будапеште, потом год отдыхал, потому что перенес две серьезные операции. В конце декабря только начал немного тренироваться и вот за полгода из никакого стал призёром чемпионата мира. Это надо было восстановиться, начать тренироваться, поверить снова в себя. Потому что одно бедро искусственное, другое тоже не совсем свое... Можно сказать, что таких спортсменов больше нет.
С 2019 года курирует спортивную подготовку в Кемеровском президентском кадетском училище.

## Спортивные достижения
В личном зачете
- серебряный призёр чемпионат России (2010);
- обладатель (2012), серебряный (2008) призёр Кубка России среди мужчин.
- серебряный призёр Всероссийской летней Универсиады (2010).
- серебряный призёр этапа Кубка мира (2012).
- чемпион Спартакиады молодежи России (2010).
- бронзовый призёр чемпионата Европы среди молодежи (2010).

В командном зачете
- Олимпийский чемпион (2016),
- серебряный призёр чемпионата Европы (2007),
- бронзовый призёр чемпионата мира (2007) среди юниоров;
- чемпион России (2010; 2011; 2012),
- бронзовый призёр (2006) чемпионата России,
- обладатель Кубка России (2011; 2012),
- серебряный призёр Кубка России (2008; 2010) среди мужчин.
- чемпион Всемирной летней Универсиады (2009).
- чемпион Спартакиады молодежи России (2010).

## Награды
- Орден Дружбы (25 августа 2016 года) — за высокие спортивные достижения на Играх XXXI Олимпиады 2016 года в городе Рио-де-Жанейро (Бразилия), проявленные волю к победе и целеутремленность[8].
- Почётная грамота Республики Башкортостан (2012).
- Медаль «За воинскую доблесть» II степени (2016)[9].